# Malczyce (gmina)
Pour la localité, voir Malczyce.
Malczyce est une gmina rurale du powiat de Środa Śląska, Basse-Silésie, dans le sud-ouest de la Pologne. Son siège est le village de Malczyce, qui se situe environ 11 km au nord-ouest de Środa Śląska, et 41 km à l'ouest de la capitale régionale Wrocław.
La gmina couvre une superficie de 52,55 km2 pour une population de 5 975 habitants.

## Géographie
La gmina est bordée par les gminy de Promna, Radzanów, Stara Błotnica, Stromiec, Warka et Wyśmierzyce.
La gmina contient les villages de Chełm, Chomiąża, Dębice, Kwietno, Malczyce, Mazurowice, Rachów, Rusko, Szymanów, Wilczków et Zawadka.